# Amsonia palmeri
Amsonia palmeri là một loài thực vật có hoa trong họ La bố ma. Loài này được A.Gray mô tả khoa học đầu tiên năm 1877.